# 勒特朗卢瓦
勒特朗卢瓦（法語：Le Transloy，法語發音：[lə tʁɑ̃lwa]）是法国上法蘭西大區加来海峡省的一个市镇，属于阿拉斯区。

## 地理
勒特朗卢瓦（50°3'34"N, 2°53'36"E）面积10.41 平方千米，位于法国上法蘭西大區加来海峡省，该省份为法国北部沿海省份，西北濒北海，南至索姆省，东临北部省。
与勒特朗卢瓦接壤的市镇（或旧市镇、城区）包括：维莱欧弗洛、博朗库尔、莫尔瓦勒、罗基尼、莱伯、萨伊-萨伊塞勒。
勒特朗卢瓦的时区为UTC+01:00、UTC+02:00（夏令时）。

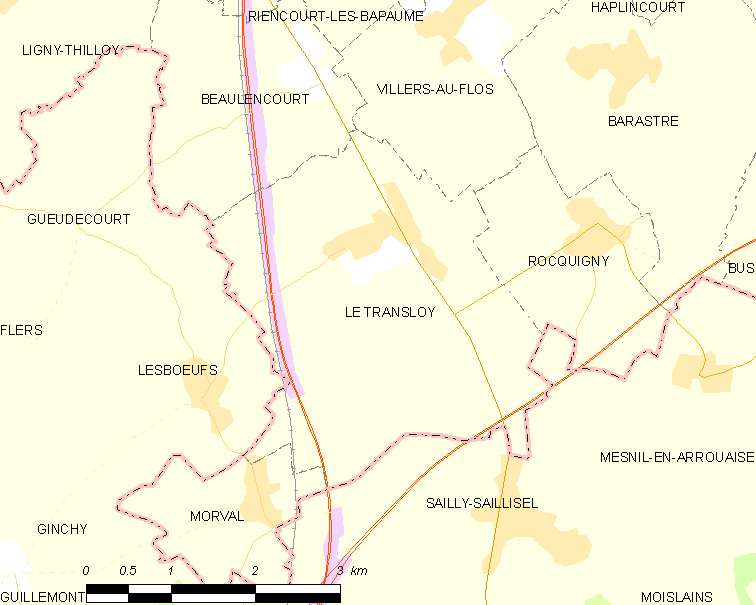
勒特朗卢瓦的OSM定位图

## 行政
勒特朗卢瓦的邮政编码为62450，INSEE市镇编码为62829。

## 政治
勒特朗卢瓦所属的省级选区为巴波姆县。

## 人口

1962-2008年间勒特朗卢瓦人口变化图示

勒特朗卢瓦于2022年1月1日时的人口数量为425人。